# Riói egyezmény
A riói egyezmény vagy teljes címén A biológiai sokféleségről szóló egyezmény (angolul: Convention on Biological Diversity) 1992. június 13-án Rio de Janeiróban aláírt nemzetközi egyezmény, amely állást foglal az ember (emberi társadalom) és a természet (élővilág, biológiai sokféleség, biodiverzitás) viszonyának meghatározásában. Az egyezmény nem csupán az alapelveket és a feladatokat határozza meg, de intézkedik a végrehajtás funkcionális, szervezeti és finanszírozási kérdéseire vonatkozóan is. Az egyezményt Magyarországon az 1995. évi LXXXI. törvény hirdette ki.

## Az egyezmény megkötése
Az ENSZ 1992-ben Rio de Janeiróban rendezett Környezet és fejlődés konferenciáján (Föld-csúcs) született meg A biológiai sokféleségről szóló egyezmény, az éghajlat-változási keretegyezmény, valamint elfogadták a fenntartható és tartamos erdőgazdálkodás alapelveit, illetve meghatározták a sivatagosodással foglalkozó nemzetközi megállapodás kidolgozásának szükségességét. Ezek közös alapelveit a „riói nyilatkozatban” rögzítették.

## Célkitűzései
- A biológiai sokféleség (biodiverzitás) megőrzése, komponenseinek fenntartható használata, a genetikai erőforrások hasznosításából származó előnyök igazságos és méltányos elosztása, beleértve a genetikai erőforrásokhoz való megfelelő hozzáférhetőséget, technológiák átadását és pénzeszközök biztosítását.
- Az egyezmény egyensúlyra törekszik a három hangsúlyos cél megfogalmazásában a megőrzés, a használat és a hasznok megosztása között.
- Az egyezmény értelmében a biológiai sokféleség a bármilyen eredetű élőlények közötti változatosságot jelenti, beleértve többek között a szárazföldi, tengeri és más vízi-ökológiai rendszereket, valamint az e rendszereket magukban foglaló ökológiai komplexumokat; ez magában foglalja a fajokon belüli, a fajok közötti sokféleséget és maguknak az ökológiai rendszereknek a sokféleségét.
- A biológiai sokféleségről szóló egyezmény nem klasszikus természetvédelmi egyezmény, hiszen a célkitűzései nem csupán a természetvédelemre utalnak, hanem a társadalom érdekeit közvetlenül szolgáló hasznosításra. Az Egyezmény azért különleges, mert az egész élővilágra vonatkozik, vagyis minden élőlény és élő rendszer fennmaradását, a földi élet valamennyi formájának egyetemes védelmét tűzi ki célul. A biológiai változatosság értéke ugyanis egyaránt rejlik annak komponenseinek ökológiai, genetikai, tudományos, oktatási, szociális, gazdasági, kulturális és esztétikai értékeiben.

## Az egyezményből következő kötelezettségek
Az egyezmény megfogalmazza a részes államok által elvégzendő feladatokat, a biológiai sokféleség fenntartható hasznosításával kapcsolatban, valamint a kutatás és képzés, a közoktatás és tájékoztatás, a környezeti hatások vizsgálata és a káros hatások minimalizálása, a technológiák hozzáférhetősége és átadása, az információcsere, illetve a finanszírozás területén.

## Az egyezmény szervezete
Az egyezmény legfőbb döntéshozó szerve a Részes Felek Konferenciája (Conference of the Parties, COP).

## Külső hivatkozások
- A Biológiai Sokféleség Egyezmény és a Biológiai Biztonság honlapja